# 김우진 (아나운서)
김우진(1977년 5월 6일 ~ )은 대한민국의 G1방송 최고참 아나운서이다.

## 학력
- 육군사관학교 전자공학과 학사

## 경력
- 1999년 1월 ~ 2002년 2월 PSB부산방송 공채 아나운서 입사
- 2002년 3월 ~ 2023년 5월 GTB강원민방 공채 아나운서
- 전 G1방송 편성제작국 편성제작팀 아나운서 (차장대우)

## 진행 프로그램
- G1 뉴스
- G1 8 뉴스 (주말)
- THE 인사이드
- 뮤직블로그